# كارلوس ألبرتو توريس
كارلوس ألبرتو توريس (بالبرتغالية: Carlos Alberto Torres)‏ (17 يوليو 1944 - 25 أكتوبر 2016) هو لاعب كرة قدم برازيلي، كان قائد منتخب البرازيل الفائز بكأس العالم لكرة القدم 1970.

## حياته الكروية
بعمر 19 عاماً إنضم كارلوس ألبرتو إلى نادي فلومينينسي، وفي سنة 1966 إنضم إلى نادي سانتوس، ليصبح زميل بيليه بالفريق، وفي سنة 1974 عاد إلى نادي فلومينينسيوساعدهم على الفوز بلقبي للدوري البرازيلي وفي عام 1977 انتقل إلى نادي فلامنغو، قبل أن ينتقل إلى نادي نيويورك كوسموس الأمريكي، وبعدها قضى عاما مع نادي كاليفورنيا سيرف، وفي سنة 1982 إنضم إلى نادي نيويورك كوسموس الأمريكي مرة أخرى، واعتزل معهم كرة القدم، وقد لعب 53 مباراة مع منتخب البرازيل لكرة القدم وسجل 8 أهداف.
و في سنة 1983 أصبح كارلوس ألبرتو مدربا لكرة القدم، ودرب في سنة 1983 نادي فلامنغو، وفي سنة 1985 درب نادي كورنثيانز وفي سنة 1986 توجه إلى تدريب نادي ناوتيكو، ودرب نادي بوتافوغو منذ سنة 1993 وحتى سنة 1994، وفي سنة 1994درب المنتخب البرازيلي والتي حصل عليها بالكاس درب نادي فلومينينسي، وعاد إلى تدريب نادي بوتافوغو في سنة 1997 وتركهم في سنة 1998، ورجع لتدريب فريق بوتافوغو مرةً أخرى في سنة 2002 وتركهم في سنة 2003، وفي سنة 2005 بدأ البيرتو بمباراة المكسيك والذي انتهى بالتعادل وبعدها مع الأوروغواي والذي انتهى بفوز الارغواي 3 اهداف مقابل لا شيء ومن ثم العب اخر مباراة التي كانت ان تأهله لدور ال16 مع فرنسا وانتهت بفوز جنوب أفريقيا 2-0 إلا أن الأهداف التي عليه أكثر من منتخب المكسيك الذي يتساوى بالنقاط مع جنوب أفريقيا ب 4 نقاط لكل منهما وهكذا ينتهي مشوار المنتخب في كاس العالم 2010. درب نادي بايساندو، ويدرب حاليا نادي بوتافوغو، و قد أختاره بيليه ضمن قائمة أفضل 125 لاعب حي في مارس 2004.

## روابط خارجية
- كارلوس ألبرتو توريس على موقع الاتحاد الدولي (مؤرشف)  (الإنجليزية)
- كارلوس ألبرتو توريس على موقع قاعدة بيانات كرة القدم.إي يو (الإنجليزية)
- كارلوس ألبرتو توريس على موقع ناشيونال فوتبول تيمز (الإنجليزية)